# Португальцы в Бразилии
Португальцы-бразильцы (порт. Luso-brasileiros) — крупная популяция жителей Бразилии, чьи предки начиная с XVIII века переселялись из Португалии, в основном, под давлением экономических обстоятельств. После экономического кризиса 2010 года вновь увеличилась миграция из Португалии.

## Португальская миграция в колониальную Бразилию
Бразилия была открыта португальским мореплавателем Педру Алваришем Кабралом в 1500 году, однако в начале XVI века правительство страны сосредоточило все усилия на обеспечение господства Португалии на морских путях в Индийском океане. В результате освоение Бразилии постепенно стало переходить в руки пиратов, по преимуществу — французских. С 1530 года началась целенаправленная португальская колонизация Бразилии, ознаменованная основанием первых городов — Кананея (1531), Сан-Висенти (1532), Порту-Сегуру (1534) и Игуапи (1538). К середине XVI века португальские колонисты освоили большую часть побережья, основав города Салвадор (Баия) (1549), Сан-Паулу (1554) и Рио-де-Жанейро (1565). Большая часть первых португальских колонистов была мужского пола. Это были не только добровольцы, но и ссыльные, а также осуждённые за разнообразные преступления, преимущественно кражи и покушения на убийство.
В XVII веке направление миграции из Португалии сместилось на северо-восток страны, где были заложены первые сахарные плантации. Большинство колонистов были из северной Португалии, немало среди них было и «новых христиан», то есть потомков португальских евреев, перешедших в христианство, но опасавшихся португальской инквизиции, подозревавшей их в тайном исповедании иудаизма. Точное число «новых христиан» и евреев неизвестно, однако считается, что в Пернамбуку они составляли не менее 14 % белого населения. В Пернамбуку между 1579 и 1620 годами 32 % владельцев инженью (сахарных предприятий) были еврейского происхождения. Евреи и новые христиане переезжали в Бразилию с семьями и заключали эндогамные браки, в то время как большая часть португальцев приезжали без семей, и заводили потомство от индеанок и чёрных рабынь.
Португальская миграция в Бразилию резко возросла в XVIII веке после открытия золотых и алмазных рудников в Минас Жераис. Большинство колонистов были из региона Минью в Португалии, они оседали в Минас Жераис и центральных регионах Бразилии, где основали множество городов, например, Ору-Прету, Гояс и др.
Общее число португальских колонистов XVIII века оценивается в 600 тыс. чел. Это была одна из крупнейших миграционных волн из Европы в колониальную эпоху, невзирая на то, что население Португалии в 1700 году не превышало 2 млн человек и правительство ставило многочисленные препоны эмигрантам.
Между 1748 и 1756 годами переселенцы с Азорских островов начали освоение Санта-Катарина на юге Бразилии, они также переселялись на территорию Риу-Гранди-ду-Сул. Новые поселенцы основали города Флорианополис и Порту-Алегри. Большей частью это были крестьяне и рыбаки, которые переезжали в Новый Свет вместе с семьями. Численность португальских женщин в Бразилии стала расти только в XVIII веке, что привело к увеличению белого населения.
Значительное число португальцев эмигрировало в Бразилию в 1808 году, когда королева Мария I с сыном Жуаном VI, спасаясь от вторжения армии Наполеона, переехали в Новый свет, вместе с 15 000 человек — знати, членов правительства с их семьями. Большая их часть поселилась в Рио-де-Жанейро.